# Zapasy na Igrzyskach Śródziemnomorskich 2005
Wyniki zawodów zapaśniczych rozegranych podczas XV Igrzysk Śródziemnomorskich.

## Mężczyźni
| Wolny 55 kg              | Francisco Sánchez      | Firas Al-Rifaei                   | Ramazan Demir Hamza Fatah              |
| Wolny 60 kg              | Hasan Madani           | Tevfik Odabaşı                    | Didier Païs Valerios Kogouasvili       |
| Wolny 66 kg              | Vadim Guigolaev        | Mazen Kadmani                     | Levent Kaleli Walid Hasab an-Nabi      |
| Wolny 74 kg              | Theodosios Pavlidis    | Fahrettin Özata                   | Rachid Ben Ali Salvatore Rinella       |
| Wolny 84 kg              | Serhat Balcı           | Lazaros Loizidis                  | Anthony Fasugba Mahmud as-Sajjid Ahmad |
| Wolny 96 kg              | Hakan Koç              | Vincent Aka-Akesse                | Aftandil Ksantopulos Salih Imara       |
| Wolny 120 kg             | Aydın Polatçı          | Hiszam Abd al-Wahhab Abd al-Mumin | Francesco Miano-Petta Akil Kahli       |
| Mężczyźni styl klasyczny |                        |                                   |                                        |
| Klasyczny 55 kg          | Kristijan Fris         | Muhammad Mustafa Abu al-Ila       | Erkan Dündar Vicente Lillo             |
| Klasyczny 60 kg          | Aszraf al-Gharabili    | Davor Štefanek                    | Uğur Tüfenk Zakaria Al-Nashid          |
| Klasyczny 66 kg          | Selçuk Çebi            | Moisés Sánchez                    | Tiziano Corriga Yaser Salih            |
| Klasyczny 74 kg          | Mahmut Altay           | Ahmad Muhammad Abd as-Sadik       | José Alberto Recuero Christophe Guénot |
| Klasyczny 84 kg          | Muhammad Abd al-Fattah | Serkan Özden                      | Mélonin Noumonvi Umar Basz Hanba       |
| Klasyczny 96 kg          | Karam Dżabir           | Jeorjos Kutsiumbas                | Mehmet Özal Radomir Petković           |
| Klasyczny 120 kg         | Ksenofon Kutsiumbas    | Yekta Yılmaz Gül                  | Rocco Ficara Jasir Sakr                |

## Kobiety
| Styl        | Złoto               | Srebro             | Brąz                            |
| ----------- | ------------------- | ------------------ | ------------------------------- |
| Wolny 48 kg | Fani Psata          | Anne Deluntsch     | Sahar Salim                     |
| Wolny 51 kg | Vanessa Boubryemm   | Zeynep Yildirim    | María Serrano Francine De Paola |
| Wolny 55 kg | Anna Gomis          | Minerva Montero    | Sofia Pumburidu                 |
| Wolny 59 kg | Diletta Giampiccolo | Sebastiana Jiménez | Audrey Prieto Evangeli Chrysi   |

## Tabela medalowa
| Miejsce | Państwo             |    |    |    | Łącznie |
| ------- | ------------------- | -- | -- | -- | ------- |
| 1       | Turcja              | 5  | 5  | 5  | 15      |
| 2       | Egipt               | 4  | 3  | 5  | 12      |
| 3       | Francja             | 3  | 2  | 6  | 11      |
| 4       | Grecja              | 3  | 2  | 4  | 9       |
| 5       | Hiszpania           | 1  | 3  | 3  | 8       |
| 6       | Serbia i Czarnogóra | 1  | 1  | 1  | 3       |
| 7       | Włochy              | 1  | 0  | 6  | 8       |
| 8       | Syria               | 0  | 2  | 3  | 5       |
| 9       | Tunezja             | 0  | 0  | 1  | 1       |
| Łącznie | Łącznie             | 18 | 18 | 34 | 70      |